# Одностатеві шлюби у Швеції
Одностатеві шлюби в Швеції були юридично законними з 1 травня 2009 року, після прийняття нового, гендерно-нейтрального закону про шлюб з боку Шведського парламенту на 1 квітня 2009 року, що робить Швецію сьомою країною в світі, що узаконили шлюб для одностатевих пар по всій країні. Існуючі реєстровані партнерства залишаться в силі і можуть бути перетворені в шлюби, якщо сторони мають бажання, або на підставі письмової заяви або через офіційну церемонію. Нові реєстровані партнерства більше не будуть мати можливість бути укладені і шлюб буде єдиною юридично визнаною формою союзу для пар, незалежно від статі.
22 жовтня 2009 року Рада керівників Церкви Швеції, проголосували 176 голосів проти 62 на користь дозволу одностатевим парам-священикам(-цям) одружитися в нових гендерно-нейтральних церковних обрядах, у тому числі використовувати термін шлюб. Одностатеві шлюби укладалися церквою з 1 листопада 2009.

## Історія

### Реєстрація партнерства
Закон про Реєстрацію партнерства був прийнятий в Швеції в 1995 році, таким чином Швеція стала третьою країною, що юридично визнала одностатеві союзи, після Данії і Норвегії.
Зареєстроване партнерство дало повний спектр захисту, обов'язків і пільг як у шлюбі, в тому числі прийняття та механізми для розторгнення відносин, доступних для одностатевих пар. Одностатеві зареєстровані партнер(к)и можуть жити спільно. Екстракорпоральне запліднення для лесбійських пар було дозволене в 2005 році нешведкам, які законно проживають у Швеції та мали право входити в зареєстровані партнерства з 2000 року.
Головна відмінність між зареєстрованим партнерством та шлюбом була в тому, що вони покривлися окремими законами, і що одностатеві стосунки були цивільним правом та не могли бути проведені через церковні установи. Багато людей скаржилися через цю нерівність, просячи закон про гендерно-нейтральний шлюб. Багато сказали, що їм би навіть сподобався гендерно-нейтральний шлюб, який буде проведитися виключно державою, як це робиться в ряді інших країн, а не в нинішній системі, в якій церкви мають повноваження (юридично) одружувати людей, бо це ще більший поділ церкви і держави.
Швеція також має окремий і більш обмежений Цивільний шлюб: Закон для обох неодружених/незареєстрованих різностатевих і одностатевих пар. З 1988 року по 2003 рік було два різні закони, один для різностатевих пар і один для одностатевих, які в даний час об'єднані в єдиний закон. Загальне право на "шлюб" відкрите для нешведів, що означає, що не треба бути одруженими, щоб переїхати до Швеції жити з партнером(-кою). Нешведи мають ті ж права загального права на "шлюб".

### Шлюб
У 2004 році парламент заснував комітет для розслідування можливості дозволу одностатевих шлюбів. У доповіді, випущеній у березні 2007 року, за підтримку прийняття закону про гендерно-нейтральний шлюб та скасування зареєстрованого закону про партнерство (зареєстровані партнерства будуть автоматично перетворені в шлюби), та відмову від релігійних закладів, що дозволило б їм відмовитися одружувати одностатеві пари. Цей останній пункт був досить спірним, і зросли заклики тільки для закону про шлюб. Крім того, Комітет запропонував, щоб урядові внесені зміни набули чинності 1 січня 2008 року.
6 із 7 політичних партій національного парламенту висловилися на користь реформи. Це були Ліва партія, Зелені, соціал-демократи, партія ліберальних народів, Помірні (шведські консерватори) і Центристські партії. Християнські демократи були проти ідеї, в той час як консервативні/ліберальні та Помірні підписали закон на підтримку гендерно-нейтральних шлюбів в їх партійному з'їзді в 2007 році. Більшість шведів схвалили одностатеві шлюби, але була деяка сильна опозиція від релігійних організацій та інших, що називали себе "сімейно-орієнтованими" групами.
Опозиція побачила в законі загрозу для символічного значення шлюбу.

#### Юридична задача
12 травня 2008 року, як повідомили ЗМІ, що одружена одностатева пара з Канади кинула виклик Уряду Швеції в суді, тому що той відмовився визнати їх відносини як шлюб. Хоча суд нижчої інстанції, в тому числі в Апеляційному суді, відмовився розглядати цю справу, Вищий адміністративний суд Швеції погодився розглянути справу. Подружжя стверджувало, що одностатевий шлюб укладено відповідно до канадського законодавства, і він повинен бути визнаний в Швеції, незважаючи на те, що не було юридичних підстав для нього на той момент у шведському законодавстві. 18 грудня 2008 року суд постановив, що Шведське Податкове управління не порушувало ніяких правил, тому що визначення шлюбу за шведським правом було у той час "союзом одного чоловіка і однієї жінки", і що одностатеві стосунки були б визнані як зареєстроване партнерство.

#### Голосування за одностатеві шлюби
Уряд складався з помірної партії, в Центристської партії, Ліберальної Народної партії, і Християнсько-демократичної партії. Міністерка Швеції з питань юстиції Беатрис Аск, яка мала відповідальність з цього питання, позитивно відреагувала, коли комісія представила свій результат. Як легалізація закінчиться, не було ясно, оскільки один з партнерів по коаліції був проти. Лідерка Соціал-демократичної партії сказала, що висуне законопроєкт в парламент самостійно, якщо уряд не може об'єднатися з цього питання.
На початку жовтня 2007 року Партія Зелених, Ліва партія і Соціал-демократична партія заявили, що вони мали б об'єднатися, щоб ввести рух опозиції в парламент, щоб легалізувати одностатевий шлюб.
27 жовтня 2007 року Помірна коаліційна партія офіційно підтримала одностатеві шлюби, тобто християнські демократи були єдиною партією проти закону. Йоран Хегглунд, лідерка християнських демократів, заявила на шведському радіо: "Моя позиція полягає в тому, що я поставила задачу партії, щоб стверджувати, що шлюб для чоловіків і жінок".
12 грудня 2007 року Церква Швеції дала зелене світло для одностатевих пар одружуватися в церкві, але рекомендувала термін шлюб обмежити різностатевими парами. Було поставлено питання урядом до введення законодавства на початку 2008 року "Про шлюб і (одностатеві) партнерства, та еквівалентні форми спілок. Тому Церква Швеції говорить так щодо пропозиції приєднати законодавство для шлюбів і партнерств в єдиний закон", сказано в заяві Церкви. "Згідно Церкви Швеції слово «шлюб» слід використовувати тільки для відносин між жінкою та чоловіком".
14 січня 2008 року два провідних політики в християнських демократах виступили проти партії і почали підтримувати одностатеві шлюби.
За повідомленнями, уряд мав на столі законопроєкт про одностатеві шлюби на початку 2008 року, проте вони ще запропонувати законопроєкт. Це було, ймовірно, у зв'язку з опозицією Християнсько-демократичної партії зсередини чотирьох партій правоцентристської правлячої коаліції. Після переговорів, компроміс відбувся перед парламентським ультиматумом в кінці жовтня 2008 року уряд був готовий представити свій законопроєкт про вільне голосування.
21 січня 2009 року законопроєкт був внесений до парламенту Швеції, щоб зробити правову концепцію гендерно-нейтрального шлюбу. Законопроєкт був прийнятий 1 квітня і набув чинності 1 травня. Законопроєкт підтримали всі партії, крім християнських демократів і одного члена Центральної партії. Він пройшов з 261 голосами, з яких 22 голоси були проти і 16 утрималися.

#### Церква Швеції
У 2009 році Ева Брунне була обрана і присвячена як Лютеранський єпископ Стокгольму. Вона є першою лесбійкою-єпископом в світі і першим єпископом Церкви Швеції, щоб була в зареєстрованому одностатевому партнерстві. 22 жовтня 2009 року збірка Церкви Швеції (яка більше не є національною церквою, але чия згода була важлива для нової практики проголосувала за надання благословення одностатевих шлюбам, в тому числі за використання терміна "шлюб". Це перша велика церква в Швеції, що прийняла Положення про одностатевий шлюб. Архієпископ Упсали Андерс Веджрід зазначив, що задоволений рішенням. Друга і третя за величиною християнські конфесії в країні, католицька церква і п'ятдесятницький Рух Швеції, зазначили, що були "розчаровані" рішенням церкви Швеції. Мусульманська асоціація Швеції вже заявила, що не імами не одружаться як одностатеві пари.

### Статистика
В липні 2013 року Статистичне управління Швеції (Statistiska centralbyrån, SCB) опитоало ряд людей, які одружилися з партнером(-кою) своєї статі. Оскільки шлюб легалізували в 2009 році, група виявила, що у всіх юрисдикціях Швеції (в одному Стокгольмі) більше жінок, ніж чоловіків, створили одностатеві шлюби. Станом на липень 2013 року, 4521 одностатеві жіночі пари були в законному шлюбі в Швеції, в порівнянні з 3646 одностатевими парами чоловіків. Дивна крива статистики для жіночих шлюбів пов'язана SCB з невключенням іноземців у статистику.

## Опитування громадської думки
«Eurobarometer» провела опитування восени 2006 року, що показало, що 71 % шведів та шведок підтримали легалізацію одностатевих шлюбів. Це позитивне громадське сприйняття було на другому місці в ЄС в той час.
Опитування «YouGov», проведене між 27 грудня 2012 року і 6 січня 2013 року, встановило, що 79 % населення підтримало одностатеві шлюби, 14 % були проти і 7 % не мали власної думки.
У травні 2013 року опитування «Ipsos» показало, що 81 % осіб висловилися на користь одностатевих шлюбів і ще 9 % підтримали іншу форму визнання одностатевих пар.